# YPG
Folkets forsvarsenheder (kurdisk: Yekîneyên Parastina Gel; arabisk: وحدات حماية الشعب), også kendt som YPG, er den bevæbnede gren af det Demokratiske unionsparti i Rojava. I den syriske borgerkrig indtog YPG oprindelig en defensiv holdning, men senere er gruppen også gået ind i territorier kontrollerede af Islamisk Stat. I YPG indgår tillige Kvindernes forsvarsenheder (YPJ). Forsvarsenhederne har under sin eksistens også tiltrukket sig et stort antal frivillige fra udlandet, blandt andet amerikanere, tyskere, og svenskere. Også tyrkiske anarkister og kommunister har deltaget i kampene på YPGs side.

## Militær tradition
Som en guerillakampgruppe er YPG afhængig af hurtighed, styrke og overraskelse. Det kan "hurtigt fremsende til fronten og koncentrere sine styrker for hurtigt at omdirigere tyngdepunktet i sit angreb til at omgå og baghold sin fjende. Nøglen til dens succes er autonomi. YPGs brigader er tildelt en høj grad af frihed og kan tilpasse sig en skiftende slagmark."
YPG er stærkt afhængig af snigskytter og understøtter dem ved at undertrykke fjendtlig beskydning ved brug af mobile tunge maskingeværer. Det bruger også vejsidebomber for at forhindre omringsmanøvrer, især om natten. Dens linjer er endnu ubrudte som følge af angreb af islamiske stat (Isil) med kræfter, der har bedre udstyr, herunder hjelme og skudsikre veste.
YPG og HPG har også trænet og udstyret mere end 1.000 yazidider, der opererer i Sinjar bjergområdet som lokale forsvarsenheder under deres tilsyn.

## Kvindernes beskyttelsesenheder (YPJ)
Kvindernes beskyttelsesenheder (Kurdisk: Yekîneyên Parastina Jin, YPJ), også kendt som Kvindernes forsvarsenheder, er en kønsseparatistisk brigade hos YPG udelukkende bestående af kvinder, som blev oprettet i 2012. Kurdiske medier har rapporteret, at YPJs tropper var af afgørende betydning under belejringen af Kobane. Organisationen består ikke bare af kurder, men af arabiske, assyriske, tjerkesiske og udenlandske kvinder.
YPJ voksede ud af den kurdiske modstandsbevægelse. Tidligt i marts 2013 blev den første YPJ-bataljon dannet i Jandairis. Den 8. marts bestod YPJ af fire bataljoner: en i Afrin, en i al-Malikiyah, en i al-Darbasiyah og en i Qamishli. Sidst i 2014 havde YPJ over 7.000 (eller 10.000 ifølge TeleSUR) frivillige krigere i aldrene 18 til 40 år. Ved november i 2016 var antallet af kurdiske og arabiske krigere steget til 20.000 og i marts 2017 kunne organisationen mønstre 24.000.
Efter slaget om Kobanî fortsatte YPJ at kæmpe side om side med YPG som del af de Syriske Demokratiske Styrker (SDF), bl.a. i offensiven mod Islamisk Stats større baser i Tabqa og Raqqa. Under den tyrkiske invasion i Afrin-kantonen er YPJs enheder endnu en gang involveret i kampene.

## YPGs Historie

### PKK og kolde krig
Kurdistans Arbejderparti (PKK) blev grundlagt i Tyrkiet i 1978. Som en venstreorienteret bevægelse fandt det en sikker havn i Syrien under og efter den kolde krig. Dette ændrede sig, da i 1998 Tyrkiet truede med at gå i krig over PKK tilstedeværelse, en krise, der endte med udvisning af Abdullah Öcalan og PKK fra Syrien.

### PYDs oprettelse i 2003
Den Demokratiske Union Parti (PYD) blev grundlagt i 2003 som en af mange kurdiske oppositionspartier i det syriske parlament. Tyrkiske embedsmænd har fastholdt, at det var den politiske gren af det sortlistede PKK i Syrien. PYD markerede sig som den eneste kurdiske parti, der fuldt ud støttede Qamişlo-opstanden i 2004. Som følge heraf blev det brutalt undertrykt i årene op til den syriske borgerkrig, hvilket satte det i svag position på sit starten.

### Borgerkrigen i Syrien 2011
Det vides ikke, hvornår YPG militserne blev grundlagt, men nogle kilder har placeret deres oprindelse så tidligt som 2004 efter, at den syriske regering knuste et oprør i byen med det største kurdisk flertal, Qamişlo, hvorved 30 kurdere blev dræbt. Det udviklede sig ikke som en væsentlig kraft, førend det syriske oprør brød ud i 2011, men det er muligt, at militser havde organiseret hemmeligt i den mellemliggende tid.
PKK-krigere, der levede i eksil i Irak var af syrisk oprindelse eller var blevet trænet der, benyttede lejligheden til at vende tilbage til Syrien.
YPG anses som den væbnede fløj af PYD. Andre grupper, der deltager i YPG, omfatter det kurdiske Demokratiske Progressive Parti i Syrien (KDPP).

### Kontrol af kurdiske områder i juli 2012
I juli 2012 havde YPG et sammenstød med syriske regeringsstyrker i den kurdiske by Kobane og de omkringliggende områder. Efter forhandlinger trak regeringsstyrkerne sig tilbage, og YPG overtog Kobane, Amuda, og Afrin. I december 2012 havde det udvidet tilstedeværelsen til 8 brigader, som blev dannede i Qamişlo, Kobane, og Ras al-Ayn (SERE Kaniyê) og i distrikterne Afrin, Al-Malikiyah, og Al-Bab.

### Islamistiske angreb gør YPG dominerende i slutningen af 2012
YPG indtog ikke i første omgang en offensiv rolle i den syriske borgerkrig. Det sigtede mest mod at forsvare de kurdiske flertalsområder og undgik at engagere kræfter fra den syriske regerings side, som stadig kontrollerede flere enklaver på kurdisk område. YPG ændrede denne politik, da Ras al-Ayn blev taget af den al-Qaeda tilknyttede Al-Nusra Front. Først erobrede YPG de omgivende regeringskontrollerede områder Al-Darbasiyah (kurdisk: Dirbêsî), Tel Tamer og af Al-Malikiyah (kurdisk: Derika Hemko) for at forhindre, at FSA i at få mere magt i området. Den efterfølgende slag ved Ras al-Ayn startede for alvor i november 2012 da al-Nusra Fronten og en anden al-Qaeda tilknyttet gruppe, Ghuraba al-Sham, den 19. angreb kurdiske stillinger i byen. Kampen endte med en YPGs sejr i juli 2013.
Mens mange oprørsgrupper stødte sammen mod PYD, gjorde jihad- og Salafi-grupper det mest konsekvent. YPG viste sig at være den eneste kurdiske milits i stand til effektivt at modstå fundamentalisterne. Mens YPG beskyttede kurdiske samfund, var det i stand til at udtrække en gevinst: det forhindrede fremkomsten af nye, rivaliserende militser og tvang eksisterende til at samarbejde med dem eller slutte sig til PYD styrker på deres betingelser. Det var sådan, at de islamistiske angreb gjorde det muligt for YPG at forene kurderne under sit banner og forårsagede den til at blive de facto hær for kurderne i Syrien.

### Kurdisk kontrol af Til Kocer i 2013
I oktober 2013 overtog YPG krigere kontrollen med Til Kocer i Syrien efter intense sammenstød med ISIL. Sammenstødene varede cirka tre dage, hvor Til Kocer grænseporten til Irak blev taget i en større offensiv om natten den 24. oktober. PYDs leder Saleh Muslim fortalte Stêrk TV, at denne succes skabte et alternativ mod bestræbelserne på at holde den territorium under embargo.

### Bekæmpelse af ISIL i 2014
Konflikter mellem rebelgrupper indbyrdes under den syriske borgerkrig førte til åben krig mellem Den Frie Syriske Hær og ISIL i januar 2014. YPG samarbejdede med FSA for at bekæmpe ISIL i Ar-Raqqah provinsen; gruppen dannede også en operationsmetode med flere FSA fraktioner, kaldet "Eufrat Vulkanen". Men det generelle resultat af denne kamp var enorme fremskridt for ISIL der adskilte den østlige del af Syrisk Kurdistan fra de vigtigste FSA oprørere. ISIL fulgte op på succesen ved at angribe kurderne i Kobane kantonen i marts og kæmpede sig vej til Kobane porten i september.
Den faktiske belejring af Kobane faldt omtrent sammen med, at den amerikansk-ledede intervention i Syrien blev alvorlige ved at starte bombardementer på syrisk territorium. Mens verden frygtede en anden massakre i Kobane, begyndte amerikanerne at give tæt luftstøtte til YPG. Mens de fleste iagttagere forventede, at ISIL hurtigt ville knuse kurderne, udviste YPG en overraskende og beslutsom modstand. I månedsvis dækkede vestlige medier en lang og fanatisk kamp mellem en organisation, der netop havde begået folkemord (ISIL) og en officielt demokratisk organisation (YPG), der beskæftigede kvindelige krigere og blev isoleret af Tyrkiet. Mens det varede, var YPG immun over for kritik, og da det var ovre i marts 2015, havde USA og YPG kæmpet på samme side i et halvt år.
I mellemtiden havde situationen været stabil i Afrin og Aleppo. Kampen mellem FSA og ISIL havde ført til en normalisering i forholdet mellem FSA og YPG siden slutningen af 2013. I februar 2015 underskrev YPG en retslig aftale med Levant Fronten i Aleppo.

### Offensiv med amerikansk og russisk støtte i foråret 2015
Under andre omstændigheder kunne tyrkisk pres have stoppet samarbejdet mellem YPG og USA efter belejringen af Kobane. Men i foråret 2015 var ISIL ved at erobre Ramadi. YPG var den eneste gruppe, der var i stand til og villig til at offensivt engagere og lægge pres på ISIL og havde opbygget et ry som en pålidelig militær partner. Med amerikansk tæt luftstøtte, offensiver i nærheden Hasakah og fra Hasakah vestpå kulminerede i erobringen af Tell Abyad, der forbinder Kobane med Hasakah i juli 2015.
Med disse offensiver havde YPG begyndt at gøre fremskridt i områder, der ikke altid har haft et kurdisk flertal. Da det kom ind i grænsebyen Tell Abyad i juni 2015 flygtede dele af befolkningen fra de intense kampe. Man kan antage, at disse flygtninge omfattede et betydeligt antal ISIL samarbejdspartnere, men det ville ikke løse problemet. Det var tydeligt, at hvis YPG ønskede at handle uden for selve Syrisk Kurdistan, kunne det kun gøre dette som en del af en bredere styrke, der omfattede de arabiske fraktioner.

### Dannelsen af SDF i efteråret 2015
De syriske demokratiske kræfter blev etablerede i Hasakah den 11. oktober 2015. De har deres oprindelse i YPG-FSA samarbejdet mod ISIL, der førte til oprettelsen af "Eufrat Vulkanens" fælles operationer i 2014. Mange af partnerne er de samme, og selv logo og flag med et blåt Eufrat har fælles træk. Forskellen er, at "Eufrat Vulkanen" handlede om koordinering mellem kurdere og arabere, mens SDF er en organisation af kurdere og arabere.
Den første succes for SDF var befrielsen af den strategiske etnisk arabiske by Al-Hawl fra ISIS under al-Hawl offensiven i november 2015. Dette blev fulgt op i december af Tishrin Dæmning- offensiven. Dæmningen blev erobret den 26. december. Deltagende kræfter omfattede YPG, Jaysh al-Thuwwar (Hæren af Rebeller), den stammeledede gruppe Jaysh al-Sanadeed og en assyrisk kristen gruppe. Koalitionen havde tung udrustning og blev støttet af intensive USA-ledede luftangreb. Det ser ud til at erobringen af denne hydroelektrisk dæmning vil have en positiv indvirkning på økonomien i Syrisk Kurdistan.

### Tyrkisk beskydning i 2016
Efter de tidlige 2016 succeser for den syriske hær i det nordlige Aleppo, flyttede YPG elementer af SDF ind i nogle FSA-holdt områder i området. Tyrkisk artilleri afskar der efter YPG og dets allierede i nærheden af Menagh flybase og på andre positioner.

## Udenlandske frivillige
Den tidligere soldat i den amerikanske hær Jordan Matson var blandt de første udenlandske frivillige i YPG. Skadet af en ISIL selvmordsbombe, igangsatte han en "Løver fra Syrisk Kurdistan"-rekrutteringskampagne for udenlandske frivillige, der blev lanceret den 21. oktober 2014 på en Facebook-side. Efterfølgende tilsluttede mere end 400 frivillige fra Nordamerika, Australien, Europa og Sydamerika sig YPG frem til den 11. juni 2015, herunder mindst ti amerikanske frivillige, hvoraf tre var US Army-veteraner. Han-kinesere fra det Storbritannien og Kina har også sluttet sig til gruppen.

## Udstyr
Sammenlignet med andre fraktioner engageret i den syriske borgerkrig har YPG ikke modtaget betydelig udenlandsk bistand i form af våben og militært udstyr. Ifølge YPG førte omstændighederne til at de fik udstyr i mindre omfang fra den syriske hær end andre oppositionsgrupper gjorde.